# Инги Рандвер Йоханнссон
Инги Рандвер Йоханнссон (исл. Ingi Randver Jóhannsson; 5 декабря 1936 — 30 октября 2010) — исландский шахматист, международный мастер (1963).
Четырёхкратный чемпион Исландии (1956, 1958, 1959 и 1963). В составе сборной Исландии участник восьми шахматных олимпиад (1954, 1956, 1958, 1966, 1968, 1974, 1980, 1982).
Победитель Турнира северных стран 1961 года.

## Изменения рейтинга
| Графики недоступны из-за технических проблем. См. информацию на Фабрикаторе и на mediawiki.org. |